# 林月如
林月如是大宇資訊開發的仙劍奇俠傳系列中的虛構角色，最早在《仙劍奇俠傳》登場，她是遊戲中蘇州林家堡南武林盟主林天南的千金。

## 創作及設計
刁蠻少女貴千金，比武招親動芳心。

盼能與君長相依，結伴江湖俠侶行。
林月如這個角色由《仙劍奇俠傳》的遊戲製作人姚壯憲所設計，角色的原型是姚壯憲開發遊戲期間的一位女同事。她的形象是「刁蛮的千金小姐」，在故事中她拋棄一切跟隨李逍遙，甚至為之付出自己的生命，她對李逍遙的愛是「最纯粹的付出」。角色在遊戲劇情設計上，遊戲的企劃謝崇輝曾表示，玩家的隊伍只能有三人，在開發團隊最早的大綱中，隨著新角色阿奴進場，林月如就要離開隊伍，但是一開始並沒有計劃讓角色死亡。姚壯憲表示在開發的第二年拋棄了原來的大綱，接下來的內容都是邊做邊想。在開發到鎖妖塔劇情時，由於開頭有「入鎖妖無人生還」的伏筆，姚壯憲以回收伏筆為由提出了讓林月如在鎖妖塔中犧牲的想法，這個想法遭到開發團隊絕大部分人的反對。而姚壯憲十分堅持己見，以自己製作人的身份強推，並且在晚上偷偷把相關對白等內容輸入到遊戲內。後來負責遊戲音樂的林坤信以《雪山飛狐》的結局舉例，建議製作一個開放性的結局，姚壯憲才在遊戲中加上聖姑傀儡蟲復活林月如的伏筆。

## 作品中表現

### 仙劍奇俠傳系列
林月如是蘇州林家堡南武林盟主林天南的千金，在一次教訓私奔的下人期間被路見不平的李逍遙制止，林月如也刺傷了李逍遙。後來林天南為女兒林月如設擂台比武招親，路過的李逍遙被林月如所激到上擂台迎戰並勝之。當時李逍遙和趙靈兒約定協助她到苗疆尋母，他不願為情事困擾，沒有馬上回應招親一事。當晚趙靈兒展露人臉蛇身的原形後逃離到無人的地方，林月如義無反顧選擇幫助彷徨失措的李逍遙尋找趙靈兒，兩人在尋人路上關係漸好。在尋回趙靈兒後，林月如也不顧父親反對，加入到兩人的路途中。前往苗疆的過程一波三折，拜月教和擁護女媧的白苗族輪番登場。趙靈兒在一次顯露原形時，更被蜀山派掌門獨孤劍聖認為是妖怪，獨孤劍聖出手將趙靈兒囚禁在鎖妖塔。李逍遙和林月如兩人只能前往鎖妖塔營救趙靈兒，在營救期間李逍遙恢復過去一些關於趙靈兒的記憶，對自己失憶期間所作所為深感愧疚，林月如也知曉了對方兩人的關係，三人達成了和解。在離開鎖妖塔之際，鎖妖塔倒塌，林月如意外去世，而趙靈兒和李逍遙兩人被獨孤劍聖救下並送達了大理城。不久趙靈兒臨盆誕下女兒，為紀念有救命之恩的林月如，將其取名「李憶如」。
在苗疆的聖姑給出了一個復活林月如的方法，使用傀儡蟲能暫時復活死者，但是復活後要不斷調理，定期收集傀儡蟲延續法術，林月如也成為李逍遙第二任妻子。長大後的李憶如用法寶九轉回魂珠正式復活了林月如，一家三口在仙靈島渡過之後的日子。

### 聯動作品
《仙劍奇俠傳》在推出之後，曾與多個網絡遊戲展開聯動活動，趙靈兒、李逍遙和林月如作為主要角色也藉此在其他遊戲中登場，如2020年的《轩辕剑龙舞云山》和《白貓Project》，其中林月如在《白貓》中為火屬性的劍士，2022年的《天地劫：幽城再臨》同時推出限時活動「夢回仙劍」，內容為《仙劍奇俠傳》的主要劇情。林月如在遊戲中是雷屬御風，具有高機動力和爆發力。在大宇資訊的另一個遊戲系列大富翁系列中，三人也有登場。

### 影視作品
《仙劍奇俠傳》曾多次改編成影視作品，有不同的演員飾演過林月如這個角色，在2005年推出電視劇《仙劍奇俠傳》中，由安以軒飾演林月如。2015年網路劇《仙劍客棧》，由徐悅扮演林月如，該劇講述一個在平行世界中歷代《仙劍》人物在「仙劍客棧」集合，和原作為愛拋棄一切的千金小姐形象不同，該劇中林月如為「女漢子」風格。2021年新版《仙剑》開拍，由徐好扮演林月如，同年新版《仙劍客棧》推出，由韩欣芮扮演林月如。

### 其他作品
在2015年首映的《仙劍奇俠傳》舞台劇中，黃曦扮演林月如。

## 反響及評價
林月如是《仙劍奇俠傳》的主要角色之一，也是仙劍奇俠傳系列中最受歡迎的女性角色之一。仙劍奇俠傳系列的衍生手機遊戲《仙劍客棧》曾在2015年舉行「仙剑人气女主角票选」活動，林月如以超過兩成的得票率獲得季軍。官方也為角色推出相關周邊商品，在2015年北京軟星發起製作仙劍奇俠傳系列角色手办的計劃，經過網絡投票決定那些角色製作成手办，林月如為第二個安排製作手办的角色，官方以众筹方式籌集製作資金，众筹第四天金額超過一百萬。2020年Good Smile Company推出了林月如的黏土人。
在角色設計方面，遊民星空的編輯超级不笑猫認為林月如是仙俠題材遊戲中最令人難忘的女性角色，「初出场时的月如，给人的感觉只是刁蛮任性的女剑侠，但凭着她敢爱敢恨，为爱不惜抛弃富家千金的身份，随莽撞小子李逍遥一起闯荡江湖，陪着他无私地寻人，她的开朗与英姿飒爽，堪称女侠中的第一人」。《竞报》的編輯評價遊戲中和2005年電視劇中林月如的風格轉變反應出兩個時代的價值觀轉變，他指出「林月如在游戏里属于敢爱敢恨的女子，最后还勇于牺牲和付出」，電視劇中「林月如给人一种死缠烂打的感觉。但80后人认为，林月如也可以理解成为了爱情勇往直前的 『野蛮女友』」。在真人演出方面，環球網評價2005年電視劇中安以軒的演出「给观众留下了极为深刻的印象」。姚壯憲也表示安以軒是他「心目中林月如的完美人选」。